# Барбет

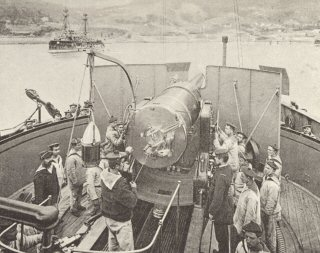
Барбет на французькому бойовому кораблі Редутабль (1876)

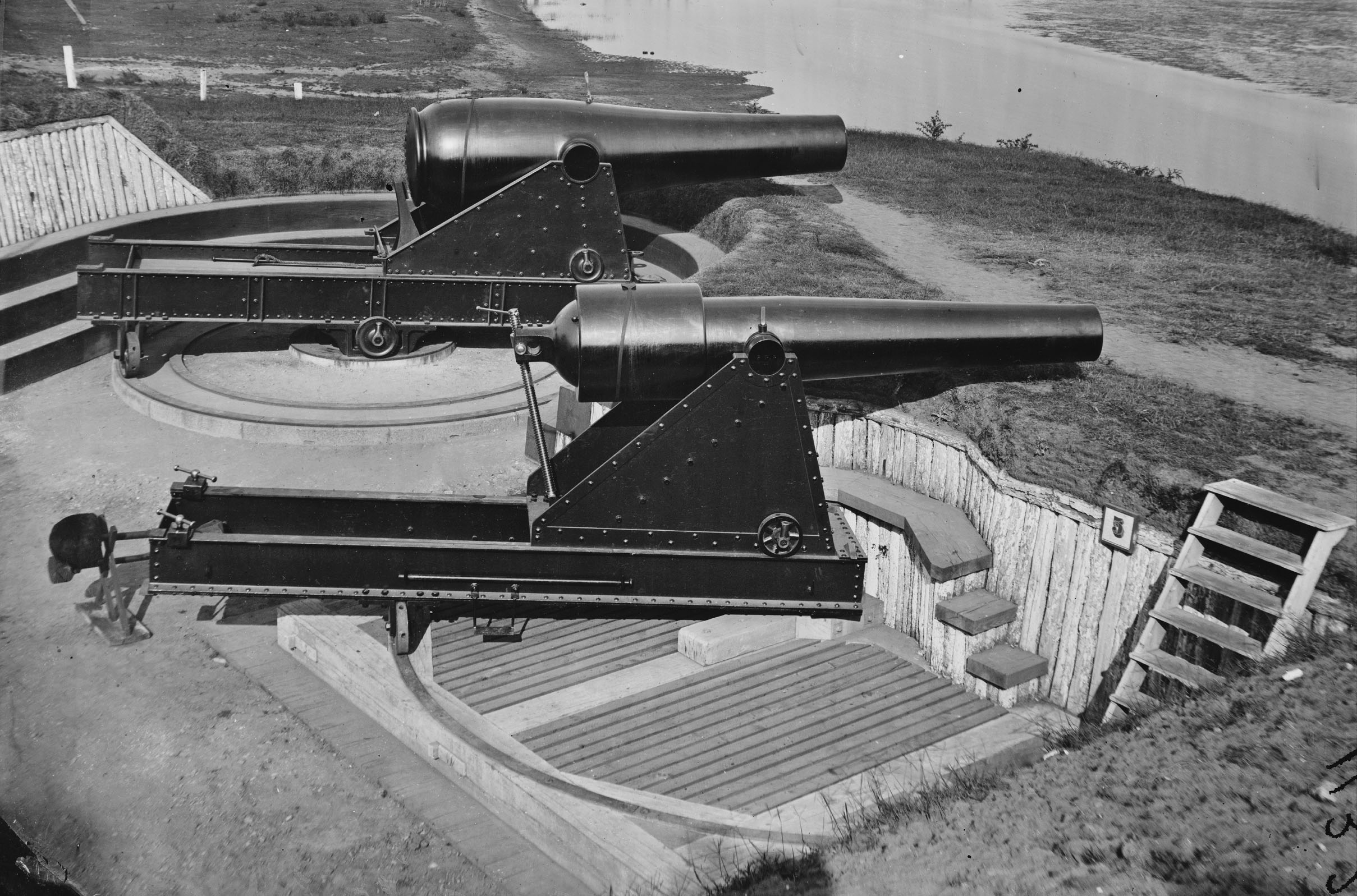
Барбети на позиціях берегової артилерії часів Громадянської війни в США

Барбет бронебашти (позначений цифрою 8)

Барбе́т (фр. barbette, букв. — «борідка») — у військовій справі — захисна споруда навколо гармати. Барбети використовували у фортифікації і кораблебудуванні.

## Фортифікація
Барбет — насипний майданчик за бруствером укріпління для установки гармат та кулеметів. Застосування барбета уможливлювало ведення вогню поверх гребеня бруствера. Французький термін en barbette вживався щодо розміщення гармати для стрільби через бруствер, на протилежність гарматі, встановленій у казематі, що вела вогонь через амбразуру. Хоча за рахунок вищого розташування і більших секторів обстрілу барбетна позиція була вигіднішою, обслуга цих гармат мала гіршу захищеність від ворожого вогню. Гармати укочувалися на барбет по апарелі і встановлювалися таким чином, щоб їх ствол піднімався над гребенем бруствера на 15 см. На початку XX століття барбети разом із укріпленнями високих профілів вийшли з ужитку.
Також барбетом називалася нерухома броньова конструкція фортифікаційної споруди з бронебаштовою установкою; служить опорою для бронебашти і одночасно при влученні снаряда запобігає руйнуванню в залізобетонній конструкції підбаштового приміщення.

## Кораблебудування
Корабельний барбет — нерухомий вертикальний броньовий захист обертової гарматної установки. Перші спроби встановлення барбетів на кораблях належать до початку 1870-х років: то було пов'язане з недосконалістю ранніх гарматних башт. Обертова башта, маючи (за рахунок бронювання) велику вагу, накладала високі вимоги на поворотний механізм. У барбетів же бронювання було нерухомим, тому поворотні механізми могли бути меншої потужності.
Артилерійська установка, яку використовували з барбетом (барбетна установка), являла собою поворотну платформу (стіл) з гарматами великого калібру. Дульні частини гармат при обертанні столу проходили поверх барбета, допускаючи повний кут свого пониження. Гармати барбетної установки покривалися броньовим дахом, що обертався разом зі столом. Барбети захищали гарматні установки від житлової, тобто першої під ватерлінією, палуби до верхньої, підносячись над останньою ще на 3–4 фути. З внутрішньої сторони барбети підкріплювалися сталевим кожухом (сорочкою за бронею) зі стійками, до яких кріпилася подвійна підлога; підлога ця служила підставою для нижнього погону горизонтальних котків установки і мала центральний круглий отвір, в який входила нижня циліндрична частина обертового столу, що служила бойовим штирем установки. Такі само барбети застосовувалися і на берегових батареях. Барбетні установки перестали встановлювати на кораблі наприкінці 1880-х, коли було доведено перевагу гарматної башти, але окремі кораблі з ними використовували до Першої світової війни.
На баштових кораблях барбетом називається нерухомий броньований стакан нижче обертової платформи башти і вище броньової палуби, що забезпечує захист верхнього кінця подавача снарядів і зарядів.